# Майер-Мар, Мориц
Мориц Майер-Мар (нем. Moritz Mayer-Mahr; 17 января 1869, Мангейм — 30 июля 1947, Гётеборг) — немецкий пианист и музыкальный педагог.
Окончил Берлинскую Высшую школу музыки (1890), ученик Вольдемара Баргиля (композиция) и Эрнста Рудорфа (фортепиано). Выступал как солист и ансамблевый музыкант в составе Берлинского фортепианного трио с Генрихом Грюнфельдом и Бернхардом Дессау, которого в 1923 г. сменил Альфред Виттенберг; играл также в дуэте с Вилли Бурместером. В 1910—1930-е гг. записал ряд пьес Франца Листа, Фридерика Шопена и др. — поздние записи, впрочем, вызвали скептическую оценку журнала Gramophone.
С 1892 г. преподавал в Консерватории Клиндворта-Шарвенки; среди его учеников, в частности, Манфред Гурлитт, Яша Спиваковский, Ружа Эткин. Автор сборника упражнений «Музыкальное образование пианиста» (нем. Der musikalische Klavierunterricht, два выпуска), в котором педагогическое внимание заострено на одновременном совершенствовании пианистической техники и чувства формы и стиля, и учебника «Техника фортепианной игры, от первых шагов до мастерства» (нем. Die Technik des Klavierspiels, von den ersten Anfangen bis zur Meisterschaft). Редактировал издания фортепианных пьес Иоганнеса Брамса и этюдов Карла Черни.
После прихода к власти нацистов был отстранён от преподавания в силу еврейского происхождения. В 1942 г. сумел выехать вместе с женой из Германии в Норвегию, а затем в Швецию; сын их Роберт погиб в Освенциме.